# Tomleuchar Burn
Der Tomleuchar Burn ist ein Wasserlauf in Dumfries and Galloway, Schottland. Er entsteht südlich des Cross Hills aus dem Zusammenfluss von Bloodhope Burn und Cross Sike und fließt in südlicher Richtung, um mit dem Glendearg Burn den White Esk zu bilden.